# Raoul Taisson
Raoul Taisson, también Raoul d'Angers, Raoul l'Angevin y Raoul d'Anjou, (apodado el Viejo y el Tejón, n. 935) fue un caudillo vikingo, noble de origen danés, según algunas versiones descendiente de uno de los lugartenientes de Hrolf Ganger llamado Botho.
El apodo tejón (trisoun, tesson o taisson en francés-normando), se refiere a su peculiar talento para «afirmar sus garras» dondequiera que pudiera tomar posesión de tierras. Según Sir Francis Palgrave, la familia La-Roche-Tesson llegaría a ser la más poderosa dinastía normanda con un tercio de territorio bajo su poder; un apodo que ostentaría su descendencia, así como posiblemente también el título de vizconde de Cotentin (1047). Los anales mencionan que su grito de batalla era Tur-aie, una derivación del grito Thor-aide («con la ayuda de Thor»), el antiguo grito de guerra vikingo, antaño de uso general entre los hombres del norte, que fue intercambiado por Dtx-aie (Dieu-aide o «con la ayuda de Dios»), que fue el grito de guerra normando en la batalla de Hastings.
Dudon de Saint-Quentin y Guillermo de Jumièges mencionaron al tejón como uno de los tres secretarii de Guillermo I de Normandía, junto a Anslech de Bricquebec y Bernard de Harcourt. Los tres sirvieron como tutores de su hijo Ricardo I de Normandía durante su minoría de edad.

## Herencia
Se desconoce el nombre de su esposa, pero los anales contemporáneos nombran un heredero Jourdain de La Roche-Tesson (c. 960), primer referente de la familia Tesson. Jourdain fue padre de Raúl de La Roche-Tesson de Angers, quien apoyó a Guillermo el Bastardo con 120 caballeros de su baronía para enfrentarse a rebeldes normandos en la Batalla de Val-ès-Dunes, tras el conflicto se creó la figura del Vizconde de Cotentin.